# Siegfried Ringler
Siegfried Ringler (* 1943) ist ein deutscher Lehrer, Germanist und Autor.

## Leben
Ringler studierte Germanistik, Volkskunde, Latein und Geschichte an den Universitäten Würzburg, Freiburg und München und wurde im Jahr 1976 in Würzburg zum Dr. phil. promoviert. Von 1973 bis zur Pensionierung 2006 war Ringler Gymnasiallehrer zunächst in Velbert, dann in Essen.
Ringler arbeitet zur Viten- und Offenbarungsliteratur in Frauenklöstern des Mittelalters, zur Legendenliteratur und zur Mystik, speziell der Frauenmystik. Er gehört der Mystikkommission des Bistums Magdeburg an. 2001 gab er die von ihm übersetzte Exercitia spiritualia (Geistliche Übungen) der Gertrud von Helfta in Latein und Deutsch heraus. Von ihm stammen auch verschiedene Artikel zum Thema im Verfasserlexikon.

## Werke
Bücher
- Viten- und Offenbarungsliteratur in Frauenklöstern des Mittelalters. Quellen und Studien. Artemis-Verlag, München/Zürich 1980 (= Münchener Texte und Untersuchungen zur deutschen Literatur des Mittelalters 72), ISBN 3-7608-3372-1 (= Dissertation Universität Würzburg, 1976). (Rezensionen u. a.: Klaus Graf; Petrus W. Tax)
- Gertrud von Helfta: Exercitia spiritualia – Geistliche Übungen. Aus dem Lateinischen herausgegeben, übersetzt und kommentiert von Siegfried Ringler. Buchverlag Oliver Humberg, Elberfeld 2001, ISBN 3-9802788-6-7; 2. Aufl. 2006, ISBN 978-3-938657-02-7. (Rezensionen siehe auszugsweise bei: gertrud-von-helfta.de: Rezensionen.)
- (Hrsg.) Aufbruch zu neuer Gottesrede. Die Mystik der Gertrud von Helfta. Matthias-Grünewald-Verlag, Ostfildern 2008, ISBN 978-3-7867-2708-8.
- Theophilusdichtungen des Mittelalters. Studien zu Teufelspakt und Marienverehrung. Grin Verlag 2012, ISBN 978-3-656-27705-7 bzw. ISBN 978-3-656-27504-6 (E-Book).
- Von dem heiligen Leben der Gertrud von Ortenberg. Nach der Handschrift Brüssel Ms 8507-09, eingeleitet und übersetzt. Grin-Verlag 2017, ISBN 3-668-38799-0 bzw. ISBN 978-3-668-38799-7 (Rezension: Stefan Michels, Zeitschrift für deutsches Altertum und deutsche Literatur 149 (2020), S. 129–132.)
- „Dis ist von dem heiligen leben“ – Die Vita der Gertrud von Ortenberg, herausgegeben und kommentiert. Hirzel-Verlag, Stuttgart 2023 (= ZfdA-Beiheft 41), ISBN 978-3-7776-3081-6 bzw. ISBN 978-3-7776-3393-0 (E-Book).

Aufsätze
- Zur Gattung Legende. Versuch einer Strukturbestimmung der christlichen Heiligenlegende des Mittelalters. In: Peter Kesting (Hrsg.): Würzburger Prosastudien II. Untersuchungen zur Literatur und Sprache des Mittelalters. Kurt Ruh zum 60. Geburtstag. Fink, München 1975 (= Würzburger Prosastudien Bd. 2), S. 255–270. Nachdruck in: Herbert Walz (Hrsg.): Legende. C. C. Buchners-Verlag, Bamberg 1986 (= Themen, Texte, Interpretationen 7), S. 61–74.
- Nikolaus Ehlen. Anstoß durch "Nachdenken und praktisches Leben". In: Günter Forst, Siegfried Ringler (Hrsg.): Nikolaus Ehlen. Beiträge anläßlich der Namensgebung des Nikolaus-Ehlen-Gymnasiums Velbert. Velbert 1982, S. 7–14.
- Die Rezeption mittelalterlicher Frauenmystik als wissenschaftliches Problem, dargestellt am Werk der Christine Ebner. In: Peter Dinzelbacher, Dieter R. Bauer (Hrsg.): Frauenmystik im Mittelalter. Schwabenverlag, Ostfildern bei Stuttgart 1985, S. 178–200.
- Christine Ebner. In: Johannes Thiele (Hrsg.): Mein Herz schmilzt wie Eis am Feuer. Die religiöse Frauenbewegung des Mittelalters in Porträts. Kreuz-Verlag, Stuttgart 1988 (= Wege der Mystik), S. 146–159. Niederländische Übersetzung in: De minne is al. Meinema, ´s-Gravenhage 1990, S. 129–140.
- Gnadenviten aus süddeutschen Frauenklöstern des 14. Jahrhunderts. Vitenschreibung als mystische Lehre. In: Dietrich Schmidtke (Hrsg.): Minnichlichiu gotes erkennusse. Studien zur frühen abendländischen Mystiktradition. frommann-holzboog, Stuttgart – Bad Cannstatt 1990 (= Mystik in Geschichte und Gegenwart I 7), S. 89–104.
- Die Rezeption Gertruds von Helfta im Bereich süddeutscher Frauenklöster. In: Michael Bangert, Hildegund Keul (Hrsg.): Vor dir steht die leere Schale meiner Sehnsucht. Die Mystik der Frauen von Helfta. Benno-Verlag, Leipzig 1998, S. 134–155.
- Die "Exercitia spiritualia" Gertruds von Helfta in neuer deutscher Übersetzung. Ein Werkstattbericht. In: Michael Bangert (Hrsg.): Freiheit des Herzens. Mystik bei Gertrud von Helfta. Lit-Verlag, Münster 2004 (= Mystik und Mediävistik 2), S. 115–127.
- Wie mich küßt der honigfließende Mund des lebendigen Worts Gottes. Die mystische Philologie Gertruds von Helfta. In: Freimut Löser, Ralf G. Päsler (Hrsg.): Vom vielfachen Schriftsinn im Mittelalter. Fs. für Dietrich Schmidtke. Dr. Kovač-Verlag, Hamburg 2005 (= Schriften zur Mediävistik 4), S. 365–391.
- Aus Freundschaft mit Gott – der mündige Mensch. Geistliche Übungen mit Gertrud von Helfta. In: Dietlind Langner, Marco A. Sorace, Peter Zimmerling (Hrsg.): Gottesfreundschaft. Christliche Mystik im Zeitgespräch. Fs. für Gotthart Fuchs. Academic Press / W. Kohlhammer, Freiburg Schweiz / Stuttgart 2008, S. 165–172.
- Ihrer Zeit voraus – Frauen im Mittelalter. Artikelserie in: Frau + Mutter. Mitgliederzeitschrift der Katholischen Frauengemeinschaft Deutschlands 2008, Heft 1–7.
- Erkaufte Erlösung. Geld in der mystischen Theologie Gertruds von Helfta. In: meditation. zeitschrift für christliche spiritualität und lebensgestaltung 35 (2009), Heft 3.09: Geld, S. 34–38.
- Gertrud von Helfta. Die Botschaft von der Gott-Liebe. In: Bonifatius-Werk (Hrsg.): Nächstenliebe und Mystik – Elisabeth, Mechthild und andere heilige Frauen. Paderborn 2006, S. 74–87.
- Keul, Hildegund und Ringler, Siegfried: In der Freiheit des lebendigen Geistes – Helfta als geohistorischer Ort der deutschen Mystik. In: Siegfried Ringler (Hrsg.): Aufbruch zu neuer Gottesrede. Die Mystik der Gertrud von Helfta. Ostfildern 2008, S. 21–35.
- Befreit von allem. Mystik und Emanzipation bei Getrud von Ortenberg. In: Geist und Leben. Zeitschrift für christliche Spiritualität 91 (2018), S. 241–251.
- Das Büchlein von der Reformierung eines geistlichen Menschen. In: archivalia. hypotheses.org/100175 (10. Juni 2019)

Beiträge im Verfasserlexikon, 2. Auflage
- Die Bienenkirche. In: Bd. 1 (1978), Sp. 859–862.
- Das Buch mit den farbigen Tuchblättern der Beatrix von Inzigkofen. In: Bd. 1 (1978), Sp. 1079–1080.
- Ebin, Anna. In: Bd. 2 (1980), Sp. 295–297.
- Ebner, Christine. In: Bd. 2 (1980), Sp. 297–302.
- Elisabeth von Kirchberg. In: Bd. 2 (1980), Sp. 479–482.
- Friedrich, Konrad (Gerdrut von Engelthal). In: Bd. 2 (1980), Sp. 952.
- Gertrud von Ortenberg. In: Bd. 11 (2004), Sp. 522–525.
- Die geistliche Klause. In: Bd. 2 (1980), Sp. 1166–1167.
- Haider, Ursula. In: Bd. 3 (1981), Sp. 399–403.
- Heinrich von Engelthal. In: Bd. 3 (1981), Sp. 720–722.
- Kügelin, Konrad (Elsbeth Achler von Reute). In: Bd. 5 (1985), Sp. 426–429.
- Langmann, Adelheid. In: Bd. 5 (1985), Sp. 600–603.
- Sunder, Friedrich. In: Bd. 9 (1995), Sp. 532–536.
- Ulmer (Gotteszeller) Schwesternbuch. In: Bd. 9 (1995), Sp. 1233–1236.
- Die Wette um Wahrheit oder Lüge. In: Bd. 10 (1999), Sp. 522–525.

Beiträge im Dictionnaire de Spiritualité, hrsg. von M. Viller u. a., Paris 1937ff.
- Marguerite Ebner. In: Bd. 10 (1980), Sp. 338–340.
- Sunder, Frédéric. In: Bd. 14 (1990), Sp. 1308–1310.

Beiträge im Dictionnaire Encyclopédique du Moyen Age Chrétien, hrsg. von André Vaucher, Paris 1997(in englischer Übersetzung: Encyclopedia of the Middle Ages, James Clarke & Co, Cambridge 2001)
- Ebner, Christine.
- Engelthal.
- Töss.

Beiträge im Lexikon für Theologie und Kirche, 3. Aufl., hrsg. von W. Kasper, Freiburg i. Br. 1993–2001
- Ebner, Christina. In: Bd. 3 (1995), Sp. 432–433.
- Ebner, Margareta. In: Bd. 3 (1995), Sp. 433.
- Elisabeth (Betha) von Reute (Elsbeth Achler). In: Bd. 3 (1995), Sp. 601–602.

Beiträge im Marienlexikon, hrsg. von Leo Scheffczyk und Remigius Bäumer, St. Ottilien, 1988–1994
- Christine Ebner. In: Bd. 2 (1989), S. 55–56.
- Friedrich Sunder. In: Bd. 2 (1989), S. 545.
- Schwesternbücher. In: Bd. 6 (1994), S. 110–111.
- Theophilus. In: Bd. 6 (1994), S. 388–389.

Beitrag in Frauen in Sachsen Anhalt. Ein biographisch-bibliographisches Lexikon vom Mittelalter bis zum 18. Jahrhundert, hrsg. v. E. Labouvie, Köln u. a. 2016
- Gertrud von Helfta (Gertrud die Große). S. 139–144.

Hörbuch
- Wer wird Flügel mir geben wie einer Taube (2 CDs). Verlag Oliver Humberg, Elberfeld 2005, ISBN 3-938657-00-6, und Matthias-Grünewald-Verlag, Mainz 2005, ISBN 3-7867-2557-8.

Rezensionen zu
- Bangert, Michael: Demut in Freiheit. Studien zur Geistlichen Lehre im Werk Gertruds von Helfta. Würzburg 1997 (= Studien zur systematischen und spirituellen Theologie 21). In: Theologische Revue 94 (1998), Sp. 617f.
- Keul, Hildegund: Verschwiegene Gottesrede. Die Mystik der Begine Mechthild von Magdeburg. Innsbruck 2004 (= Innsbrucker theologische Studien 69). In: Zeitschrift für katholische Theologie 129.1 (2007), S. 142–144.
- Brem, Maria Hildegard (Hrsg. und Übers.): Gertrud von Helfta – Botschaft von Gottes Güte. Bd. I: Buch 1 und 2, lateinisch – deutsch. Heiligenkreuz im Wienerwald 2014. In: Theologische Revue 111 (2015), Heft 3, Sp. 215f.
- Bernhardt, Susanne: Figur im Vollzug. Narrative Strukturen im religiösen Selbstentwurf der „Vita“ Heinrich Seuses. Tübingen 2016 (= Bibliotheca Germanica 64). In: Zeitschrift für deutsches Altertum und deutsche Literatur 147 (2018), S. 236–239.